# Enclouer un canon

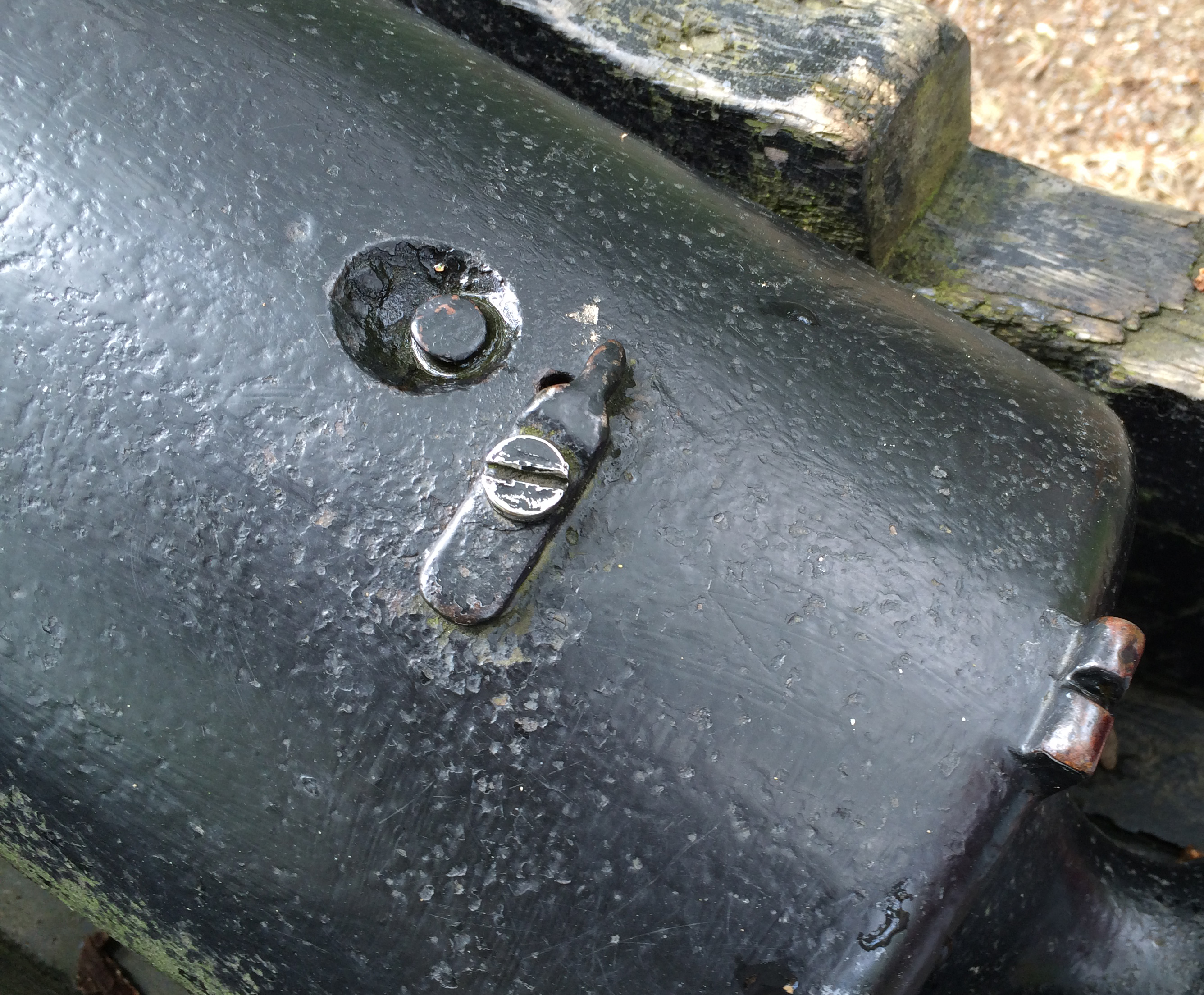
Canon de cérémonie norvégien du XIXe siècle encloué pour des raisons de sécurité

Enclouer un canon est le nom donné à une pratique de sabotage sur les anciens canons à chargement par la bouche. Elle consistait  à introduire à coups de marteau un clou sans tête dans la lumière de mise à feu afin de l'obturer. 
Ainsi, quand le canon devait être abandonné aux mains de l'ennemi, l'arme ne pouvait être retournée immédiatement contre son camp initial. Il était nécessaire de reforer la lumière à travers le clou pour que le canon puisse être à nouveau utilisé.